# Demény Dezső (zeneszerző)
Demény Dezső (Budapest, 1871. január 29. – Budapest, 1937. november 9.) római katolikus pap, író, zeneszerző, karnagy.

## Élete
Budapesten, Szatmárnémetiben és Esztergomban tanult, ahol 1893-ban pappá szentelték. Dömösön és Alsószerdahelyen volt káplán. 1894-től Budapesten lett érseki jegyző, 1896-tól gimnáziumi hittanár, 1897-től a budai várplébánia káplánja. 1913-tól a Szent István-bazilika karnagya, 1914-től tiszteletbeli pápai kamarás. 1915-ben a SZIA III. osztálya tagjává választotta. 1920-tól a Palesztrina-kórusban dolgozott. 1926-1930 között az Országos Magyar Cecília Egyesület elnöke volt. 1926-1928 között a Zeneművészeti Főiskola tanára. A Rózsavölgyi cég zenei lektora volt.
Szimfonikus műveket, 10 nagy misét, 12 virágéneket, 100 magyar nótát (1929), kórusokat, dalokat, melodrámákat írt.
1902-1925 között szerkesztette a Zeneközleményeket, 1935-ben felelős szerkesztője a Rádió Daloskönyveknek, 1936-ban pedig a Mozi Meséknek és 1936-ban a Zenei Kurirnak.

## Művei
- 1890 Gyermekek keresztes hadmenete. Esztergom.
- 1892 A jótett kamatai. A vallásosság és kincsvágy. Budapest.
- 1892 János gazda boldogsága, vagy mire visz az úrhatnámság. Budapest. (Népiratkák 72.)
- 1897 Alapvető hittan. Budapest.
- 1898 Ágazatos hittan. Budapest.
- 1899 Erkölcstan. Budapest.
- 1899 Ünnepi szentbeszédek. Írta Alois Melcher. Ford. Kiss Jánossal. Szeged.
- 1900 Egyháztörténet. Budapest.
- 1903 Dicsérjétek az Urat. Imádságos és énekeskönyv. Budapest. (tsz. Kiss János)
- 1903 A Nibelung gyűrűje. Wagner Richard zenedrámájának esztétikai és zenei méltatása. Budapest. (tsz. Lichtenberg Emil)
- 1905 A trifolium v. 3 jómadár kalandja. Budapest. (új kiad. 1913)
- 1905 Imakönyv. Budapest. (díszkiadás is Fra Angelico képeivel)
- 1907 Hittan. Budapest. (tsz. Baumann K.)
- 1908 Apologetika. Uazzal. Budapest.
- 1908 Purum Bhagat csodája és egyéb elbeszélések. Írta Rudyard Kipling. Ford. Budapest.
- 1929-1930 M. egyh. énekek vegyeskari feldolgozásban. 1-2. füzet. Többekkel. Budapest.
- 1930 Férfikariskol. Közreműk. Kertész Gyula. Előszó Gerlóczy Béla. Budapest.
- 1937 Hangversenykalauz 1-2. Budapest. (tsz. Meszlényi Róbert)

### Orgonaművei
- 25 preludia
- 20 karácsonyi preludium
- 2 nászinduló